# Teucholabis pilipes
Teucholabis pilipes är en tvåvingeart som först beskrevs av Walker 1856.  Teucholabis pilipes ingår i släktet Teucholabis och familjen småharkrankar. Inga underarter finns listade i Catalogue of Life.